# Aglyptodactylus securifer
Az Aglyptodactylus securifer a kétéltűek (Amphibia) osztályába, a békák (Anura) rendjébe és az aranybékafélék (Mantellidae) családba tartozó faj. 

## Elterjedése
A faj Madagaszkár endemikus faja. A sziget nyugati és észak-nyugati oldalán, 300 m-es magasságig, trópusi esőerdőkben és száraz trópusi erdőkben, valamint lepusztult erdőkben honos.

## Megjelenése
Közepes méretű békafaj. A hímek hossza 35 mm. Feje gyakorta némileg szélesebb, mint az Aglyptodactylus madagascariensis fajé. Mellső lába úszóhártya nélküli. Háti bőre sima, színe a szürkés barnától a vöröses barnáig terjed, feje oldalán hosszanti fekete csíkokkal. A hímek a párzási időszakban élénk sárgás színűek.

## Természetvédelmi helyzete
A vörös lista a nem veszélyeztetett fajok között tartja nyilván.